# Yrsa Stenius
Yrsa Carola Stenius  (Helsinki, 7 de enero de 1945 – 18 de mayo de 2018) fue una periodista y editora de revistas sueca.
Nació en Helsinki, hija del arquitecto Olof Stenius y de la actriz Dorle von Wendt. Estudió literatura y filología en la Universidad de Helsinki. Fue editora en jefe del periódico Arbetarbladet de 1972 a 1978. Desde 1979 fue editora cultural del periódico Aftonbladet y fue nombrada editora en jefe del periódico de 1982 a 1987. Ha escrito biografías de Jussi Björling y Albert Speer, y otros libros incluyen Makten och kvinnligheten (1993) y Lögnens olidliga lättnad (2005).